# Chavenat
Chavenat korábbi község Franciaországban, Charente megyében. Lakosainak száma 183 fő (2018. január 1.). Chavenat Aignes-et-Puypéroux, Charmant, Gurat, Ronsenac, Boisné-La Tude és Saint-Amant-de-Montmoreau községekkel határos.
2016. január 1-jén Charmant és Juillaguet korábbi községgel egyesült és az így létrejött Boisné-La Tude új község része lett.

## Népesség
A település népessége az elmúlt években az alábbi módon változott:
| Lakosok száma | 224  | 186  | 196  | 202  | 182  | 212  | 220  | 212  | 187  | 183  |
|               | 1962 | 1968 | 1982 | 1990 | 1999 | 2008 | 2011 | 2013 | 2017 | 2018 |